# 豐和
豐和 (1873年—? )，杭阿坦氏，漢姓趙，字幼農，号懋甫，京口駐防蒙古鑲白旗人。清末官員，进士出身。

## 生平
光緒十九年（1893年）癸巳恩科舉人，二十一年（1895年）乙未科進士，以即用知縣分發江西，署廣信府弋陽縣知縣。旋迁吏部主事。

## 家庭
- 曾祖伯道光十八年（1838年）戊戌科进士慶雲 (道光進士)。
- 妻陶唐郡氏，其父内务府镶黄旗汉军、四川黔江縣知县刘氏愉曾，祖父江西饒州府知府豫鼎，曾祖伯嘉慶十四年（1809年）己巳恩科进士敏惪。